# Stygobromus indentatus
Stygobromus indentatus là một loài động vật giáp xác trong họ Crangonyctidae.